# Palacio municipal de deportes de Granada
El Palacio Municipal de los Deportes de Granada es un pabellón cubierto construido en 1991, propiedad de la concejalía de Deportes del Ayuntamiento de Granada, que está situado contiguo al estadio Nuevo Los Cármenes.
Ha albergado variados eventos deportivos (baloncesto, balonmano, voleibol, fútbol sala, trial, súper cross, patinaje sobre hielo, etc.), así como numerosos conciertos de cantantes famosos. Fue la cancha oficial donde disputaba sus partidos el CB Granada como local, antes de su desaparición como club en el año 2012. Actualmente es la cancha de juego del Covirán Granada, equipo sénior de la Fundación Club Baloncesto Granada, que milita en la Liga Endesa
Con una capacidad para 9000 espectadores, no solo dispone de la pista deportiva sino que posee además cuatro vestuarios, dos saunas, dos gimnasios, seis bares, zona VIP, el palco presidencial y zonas para las actividades periodísticas.
Este pabellón ha sido testigo de eventos de gran importancia, como la Copa del Rey de baloncesto 1992, 1995 y 2022, la Supercopa ACB de 2005 y la Copa de España de Fútbol Sala 2009 y 2023. También ha acogido 14 partidos de la Selección Absoluta de España de Baloncesto, con un balance de 12 triunfos y sólo dos derrotas. Merecen mención especial los cinco partidos correspondientes al Grupo A del Campeonato Mundial de Baloncesto de 2014, del que Granada fue sede, y en los que España se midió a los combinados de Brasil, Francia, Serbia, Irán y Egipto. Todos ellos se saldaron con victoria española.

## Ubicación y acceso
El Palacio de Deportes de Granada se encuentra en el Paseo del Emperador Carlos V, en el distrito Zaidín, al sur de la ciudad. Su localización es anexa al estadio Nuevo Los Cármenes, con el que ocupa una manzana delimitada por las Calles Torre de Comares, Pintor Manuel Maldonado y la Avenida de Salvador Allende.
En transporte público está comunicado con la línea 1 del Metro de Granada a través de la Estación de Palacio Deportes, nombrada en honor al recinto. También da servicio la línea 8 de la red de autobuses urbanos de Granada.
- Palacio Deportes
- 8.